# Лимбах (Баден)
Лимбах (нем. Limbach) — община в Германии, в земле Баден-Вюртемберг.
Подчиняется административному округу Карлсруэ. Входит в состав района Неккар-Оденвальд. Население составляет 4501 человек (на 31 декабря 2010 года). Занимает площадь 43,61 км².
Коммуна подразделяется на 7 сельских округов.